# Mohamed Abdelaziz
Mohamed Abdelaziz (àrab: محمد عبد العزيز, Muḥammad ʿAbd al-ʿAzīz) (Marràqueix o Smara, 17 d'agost de 1947 - Tindouf, 31 de maig de 2016) va ser el secretari general del Front Polisario i el president a l'exili de la República Àrab Sahrauí Democràtica (RASD). Va ser un dels redactors de la primera constitució de la RASD. Va viure als campaments de refugiats sahrauís de Tindouf, a Algèria.

## Biografia
Cursà els estudis a la seva ciutat natal i es llicencià en Dret a la Universitat de Rabat. El 1968, prengué part en la fundació del Moviment Nacional d'Alliberament Sahrauí liderat per Mohamed Sidi Brahim Basiri, el primer moviment que utilitzà la lluita armada contra el colonialisme espanyol. El 1973 es convertí en un dels fundadors del Front Popular per a l'Alliberament de Sakia-el-Hamra i Río de Oro (el Front Polisario) i en un dels membres del seu buró polític.
El 1974 tingué lloc el segon congrés del Polisario, en el qual va continuar formant part del buró polític i fou designat també responsable de l'organització política clandestina del Front. Després de la retirada espanyola (1976) i fins a 1978 dirigí una regió militar en la guerra contra el Marroc i Mauritània.
L'agost de 1976, durant el tercer congrés del Polisario, va ser elegit secretari general del moviment i va reemplaçar Mahfud Ali Beiba, el qual havia assumit el lloc en funcions a la mort d'El-Uali Mustafa Sayed. Abdelaziz va ser elegit també president de la República Àrab Sahrauí Democràtica (RASD). Va conservar ambdós càrrecs, després de ser reelegit en vuit comicis consecutius.
A l'octubre de 2003 Mohamed Abdelaziz fou reelegit secretari general del Front Polisario amb el 92% dels vots dels 1.500 delegats que assistiren al seu congrés al poblat de Tifariti (Sàhara Occidental). El suport donat a Abdelaziz suposà també un suport al pla per al Sàhara de James Baker, l'enviat del secretari general de l'ONU Kofi Annan. La seva acceptació, el juliol, per Abdelaziz va provocar cert malestar en el Polisario, que sis mesos abans havia desestimat aquesta iniciativa de l'ONU.
L'any 2007 va ser reelegit amb un 85% dels vots dels 1.700 congressistes.